# Ratakonda Dayakar
Ratakonda Dayakar es un diplomático de carrera retirado indio.
Ratakonda Dayakar es hijo de Ratakonda Redappa Naidu.
- En 1976 entró al Indian Foreign Service.
- De 1978 a 1981 fue empleado en Bagdad.
- De 1982 a 1985 fue Encargado de negocios en Doha.
- De 1985 a 1988 fue secretario adjunto en el Ministerio de Asuntos Exteriores (India).
- De 1988 a 1991 fue consjereo de prensa en Washington D. C..
- De 1992 a 1994 fue cónsul general en la Ciudad Ho Chi Minh.[1]
- De 1994 a 1995 fue director en el Ministerio de Asuntos Exteriores (India).
- De 1996 a 1997 fue secretario de enlace de asuntos Golfo Pérsico en el Ministerio de Asuntos Exteriores (India).
- Del 27 de enero de 1998 a 2001 fue embajador en Bagdad.[2]
- De 2006 a 26 de febrero de 2008 fue embajador en Amán (Jordania).[3]
- El 26 de febrero de 2008 fue designado embajador en Estocolmo.[4]